# Tetracanthella intermedia
Tetracanthella intermedia är en urinsektsart som beskrevs av Alfred Palissa 1968. Tetracanthella intermedia ingår i släktet Tetracanthella och familjen Isotomidae. Inga underarter finns listade i Catalogue of Life.